# 레몬고추
레몬고추(스페인어: ají limón 아히 리몬[*])는 재배종 고추이다. 

## 특징
스코빌 지수가 15,000~30,000(SHU) 정도로, 매운 고추이다.

## 사진 갤러리

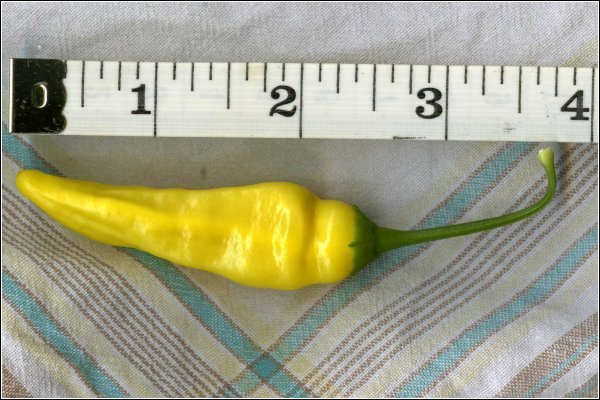
레몬고추
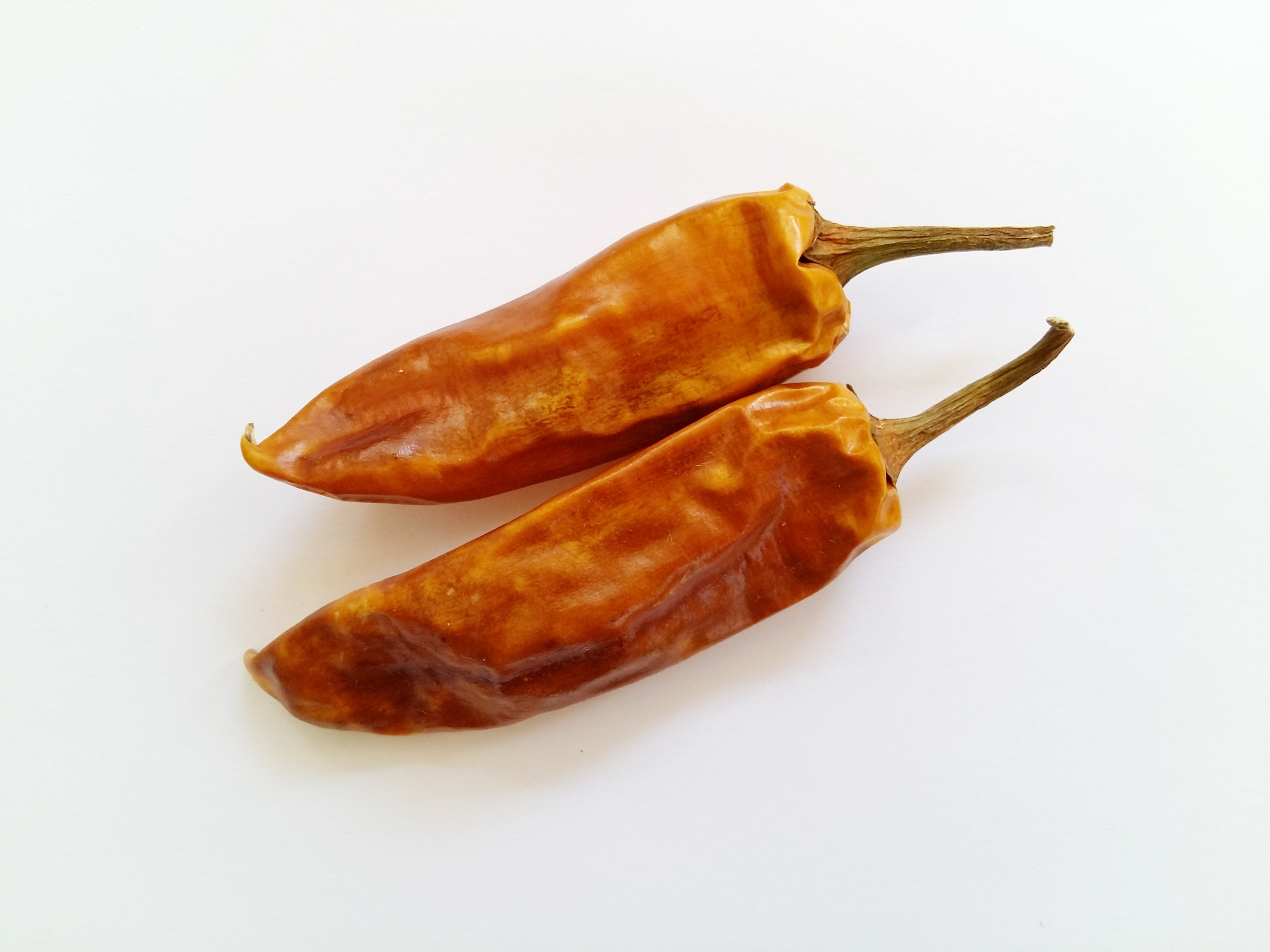
말린 레몬고추 (건고추)

## 같이 보기
- 아마리요고추
- 종고추